# Pacifički planinski sistem
Pacifički planinski sistem (po SAD: Pacific Mountain System, a u Kanadi: Pacific Coast Ranges ) planinski masiv је koji se prostire duž zapadne pacifičke obale severnoameričkog kontinenta.
Pacifički planinski masiv je deo Severno američkih Kordiljera (koji se ponekad nazivaju Zapadnim Kordiljerima, ili u Kanadi, Pacifičkim Kordiljerima i/ili Kanadskim Kordiljerima), kojim su obuhvaćene Stenovite planine, Kolumbijske planine, Unutrašnje planine, Unutrašnji plato, planine Sijere Nevade, planinski lanci Velikog bazena, i drugi lanci i razni platoi i bazen.
Dezignacija Pacifički obalski masiv se međutim odnosi samo na Zapadni sistem Zapadnih Kordiljera, koji se sastoji od planina Sent Elajasa, Obalskih planina, Insularne planine, Olimpijske planine, Kaskadne planine, Oregonski obalski lanac, Kalifornijski obalski lanci, Transverzni masiv, Peninsularni masivi, i Zapadna Sijera Madre.

## Druge upotrebe
Termin Obalski masiv ne koristi Geološki pregled Sjedinjih Država samo za opisivanje masiva istočno od Moreuza Huana de Fuke u Vašingtonu do Kalifornijsko-Meksičke granice; i samo za masive zapadno od Pjudžet Saunda, dolina Vilament, Sakramento i San Hoakin ili Kalifornijske centralne doline (time isključujući Sijeru Nevadu i Kaskadni masiv), i Mohave (visoku) i Sonoransku (nisku) pustinju. i.e. Pacifičku graničnu provinciju. Isti termin se neformalno koristi u Kanadi za označavanje Obalskih planina i susednih ostrvskih lanaca kao što su Hazeltonske planine, i ponekad isto tako Sent Elajas planine.

## Geografske karakteristike
On se prostire od severa Britanske Kolumbije u Kanadi do severozapadnog Meksika, od tog nekih 7 250 km pripada Sjedinjenim Američkim Državama, a Kanadi još nekih 1 600 km. Masiv se može podeliti na osam delova, i to od severa prema jugu; 
- Obalske planine,
- Masiv ostrva Vankuver zajedno sa Masivom Kvin Šarlot
- Kaskadske planine (koje se pak mogu podeliti na severni, centralni i južni masiv) i protežu se od Britanske Kolumbije, preko Oregona, Vašingtona do Kalifornije
- Olimpijske planine i obalske planine Vašingtona
- Oregonske obalske planine,
- Masiv Klamat,
- Kalifornijske obalske planine i
- Masiv Transverse.

Pored toga u taj planinski sistem se često ubraja i Masiv Sijera Nevade u istočnoj Kaliforniji.
Uzdizanje Pacifičkog planinskog masiva rezultat je kretanja tektonskih ploča. Zbog tog su se obalski planinski masivi nabirali rasedali i intrudirali sa rastopljenim stenama, od Ostrva kraljice Šarlote na severu do južne Kalifornije. Najznačajnija je bila bočna aktivnost - pacifičke ploče na zapadu prema severnoameričkoj ploči prema istoku čiji je sudar doveo do uzdizanja masiva. Zbog tog je na severu u Britanskoj Kolumbiji, nastao transformni rased u okeanu - Rased Kvin Šarlot, dok se s druge strane u Kaliforniji to desilo duž Raseda San Andreasa.
Danas se trenutno u oba područja, ne odvija nikakva - subdukcija (podvlačenje jedne litosferne ploče pod drugu). Ipak je seizmička aktivnost, posebno u Kaliforniji - poprilična, naročito duž raseda, pa je zbog toga Kalifornija nakon Aljaske, najtrusnije područje Severne Amerike.
Na zapadu uz obale Oregona i Vašingtona, pacifička ploča se širi prema podmorskim grebenima - Gorda i Huan de Fuka. Pa se litosferna ploča Huan de Fuka, istočno od ovog centra ekspanzije, subducira (podvlači) pod severnoameričku ploču. Rastopljene stene litosfere koje su posledica te subdukcije su odgovorne za velike vulkane u Kaskadskim planinama. Svi vulkanski planinski vrhunci Kaskadskih planina su nastali erupcijama, na to ukazuju njihove rastopljene stene, koje imaju visok procent silicijuma.
Sve do erupcije planine Sent Helen u jugozapadnom Vašingtonu 1980, Lasen u severnoj Kaliforniji bio zadnji aktivni vulkan (1914 - 1917) u svih 48 američkih saveznih država. Erupcija vulkana Sent Helens, bila je toliko snažna da mu je raznela vrh, a magnituda potresa bila je veća od bilo koje druge erupcije u regiji, uporediva jedino sa onom pre 6 600 godina kad je raznesena planina Mazama i stvorena kaldera u kojoj se danas nalazi Kratersko jezero.

## Geologija
Na zapadnoj obali Severne Amerike, obalski lanci i obalska ravnica čine marginu. Većina zemljišta je sačinjena od terena koji su prirasli na margini. Na severu, ostrvski pojas je narasli teran, koji formira marginu. Ovaj pojas se proteže od Vrangelija terana na Aljasci do Čilivak grupe u Kanadi.
Raskid u Rodiniji pre 750 miliona godina formirao je pasivnu marginu na severozapadu istočnog Pacifika. Raspad Pangeje pre 200 miliona godina započeo je kretanje Severnoameričke ploče na zapad, stvarajući aktivnu marginu na zapadnom kontinentu. Kako se kontinent kretao prema zapadu, terani su se nakupljali na zapadnoj obali. Vreme nastanka ostrvskog pojasa je neizvesno, iako se zatvaranje nije dogodilo do pre najmanje 115 miliona godina. Drugi mezozojski terani koji su narasli na kontinent uključuju planine Klamat, Sijera Nevadu i Guerero superteran u zapadnom Meksiku. Pre 90–80 miliona godina, podvodna Faralonska ploča se podelila i formirala Kula ploču na severu. Ovo je formiralo oblast u sadašnjoj severnoj Kaliforniji, gde su se ploče spojile formirajući melanž. Severno od ovoga nalazilo se Kolumbijsko udubljenje, gde je kontinentalna ivica bila istočno od okolnih oblasti. Mnogi od glavnih batolita datiraju iz kasne krede. Kako se laramidska orogeneza završila pre oko 48 miliona godina, na pacifičkom severozapadu počelo je nagomilavanje Silecija terana. Time je započela vulkanska aktivnost u zoni subdukcije Kaskadije, formirajući današnji Kaskadni lanac, i trajala je do miocena. Ovdašnji događaji se mogu odnositi na rasplamsavanje ignimbrita u južnom basenu i lancu. Kako je proširenje u basena i opsega usporeno promenom kretanja Severnoameričkih ploča pre otprilike 7 do 8 miliona godina, otcepljenje je počelo u Kalifornijskom zalivu.

## Literatura
- A. J. Eardley (1967). „Western Cordillera—Alaska to Mexico: ABSTRACT”. AAPG Bulletin. 51 (9): 1900—1901. doi:10.1306/5d25c1b1-16c1-11d7-8645000102c1865d.
- T. O. Tobisch; S. R. Paterson; S. Longiaru; T. Bhattacharyya (1987). „Extent of the Nevadan orogeny, central Sierra Nevada, California”. Geology. 15 (2): 132. Bibcode:1987Geo....15..132T. doi:10.1130/0091-7613(1987)15<132:EOTNOC>2.0.CO;2.
- P. J. Coney; T. A. Harms (1984). „Cordilleran metamorphic core complexes: Cenozoic extensional relics of Mesozoic compression” (PDF). Geology. 12 (9): 550. Bibcode:1984Geo....12..550C. S2CID 129399334. doi:10.1130/0091-7613(1984)12<550:CMCCCE>2.0.CO;2. Архивирано из оригинала (PDF) 12. 6. 2011. г. Приступљено 7. 5. 2011.
- M. E. McMillan; P. L. Heller; S. L. Wing (2006). „History and causes of post-Laramide relief in the Rocky Mountain orogenic plateau” (PDF). Geological Society of America Bulletin. 118 (3–4): 393. Bibcode:2006GSAB..118..393M. doi:10.1130/B25712.1. Архивирано из оригинала (PDF) 23. 6. 2010. г. Приступљено 28. 3. 2013.
- W. R. Dickinson; M. A. Klute; M. J. Hayes; S. U. Janecke; E. R. Lundin; M. A. McKittrick; M. D. Olivares (1988). „Paleogeographic and paleotectonic setting of Laramide sedimentary basins in the central Rocky Mountain region”. Geological Society of America Bulletin. 100 (7): 1023. Bibcode:1988GSAB..100.1023D. doi:10.1130/0016-7606(1988)100<1023:PAPSOL>2.3.CO;2.
- J. A. Wolfe; C. E. Forest; P. Molnar (1998). „Paleobotanical evidence of Eocene and Oligocene paleoaltitudes in midlatitude western North America”. Geological Society of America Bulletin. 110 (5): 664. Bibcode:1998GSAB..110..664W. doi:10.1130/0016-7606(1998)110<0664:PEOEAO>2.3.CO;2.
- U.S. Geological Survey (1987). „Recent reverse faulting in the Transverse Ranges, California”. USGS Publications Warehouse. Washington, D.C.: United States Geological Survey. doi:10.3133/pp1339. Приступљено 19. 9. 2020.
- Minor, S.A., Kellogg, K.S., Stanley, R.G., Gurrola, L.D., Keller, E.A. and Brandt, T.R., 2009. Geologic map of the Santa Barbara coastal plain area, Santa Barbara County, California: US Geological Survey Scientific Investigations Map 3001, scale 1: 25,000, 1 sheet, pamphlet 38 p.
- Axelrod, Daniel I. (јануар 1985). Miocene Floras from the Middlegate Basin, West-Central Nevada. University of California Publications in Geological Sciences. 129. Berkeley, CA: University of California Press. ISBN 9780520096950. OCLC 10532850.
- Benke, Arthur C., ed., and Cushing, Colbert E., ed.; Stanford, Jack A.; Gregory, Stanley V.; Hauer, Richard F.; Snyder, Eric B. Rivers of North America. 2005.. Burlington, MA: Elsevier Academic Press. Benke, Arthur C.; Cushing, Colbert E. (26. 5. 2005). Rivers of North America. Elsevier Science. ISBN 0-12-088253-1. OCLC 59003378..
- Bishop, Ellen Morris (2004). Hiking Oregon's Geology (2nd изд.). Seattle, WA: Mountaineers Books. ISBN 9780898868470. OCLC 53887464.
- Briles, Christy E.; Whitlock, Cathy; Skinner, Carl N.; Mohr, Jerry (2011). „Holocene forest development and maintenance on different substrates in the Klamath Mountains, northern California, USA” (PDF). Ecology. Ecological Society of America. 92 (3): 590—601. Bibcode:2011Ecol...92..590B. PMID 21608468. doi:10.1890/09-1772.1. hdl:1969.1/182773 . Приступљено 29. 3. 2013.
- Lewon, Dennis (2001). Hiking California's Trinity Alps Wilderness. Helena, MT: Falcon. ISBN 9781560447139. OCLC 47039653.
- Kauffmann, Michael (2012). Conifer Country (1st изд.). Kneeland, CA: Backcountry Press. ISBN 9780578094168. OCLC 798852130.
- Sawyer, John O. (2004). „Conifers of the Klamath Mountains”. Vegetation Ecology, Proceedings of the second conference on Klamath-Siskiyou ecology. Cave Junction, OR: Siskiyou Field Institute.
- Sawyer, John O. (2006). Northwest California: A Natural History. Berkeley, CA: University of California Press. ISBN 9780520928367. OCLC 76812956.
- Skinner, C.N.; Taylor, A.H.; Agee, J.K. (2006). „Klamath Mountains bioregion”.  Ур.: Sugihara, N.G.; van Wagtendonk, J.W.; Fites-Kaufman, J.; Shaffer, K.E; Thode, A.E. Fire in California's Ecosystems. Berkeley, CA: University of California Press. ISBN 9780520932272. OCLC 86110764.
- Strothmann, R.O.; Roy, Douglass F. (децембар 1984). „Regeneration of Douglas-fir in the Klamath Mountains Region, California and Oregon” (PDF). U.S. Forest Service. Приступљено 31. 3. 2013.
- White, Mike (2010). Trinity Alps and Vicinity: Including Whiskeytown, Russian Wilderness, and Castle Crags Areas (5th изд.). Berkeley, CA: Wilderness Press. ISBN 9780899975016. OCLC 351330287.
- Wuerthner, George (1997). California's Wilderness Areas. Englewood, CO: Westcliffe Publishers. ISBN 9781565792333. OCLC 39698847.